# Куньевский сельсовет
Куньевский сельсовет — сельское поселение в Горшеченском районе Курской области Российской Федерации.
Административный центр — село Кунье.

## История
Статус и границы сельского поселения установлены Законом Курской области от 21 октября 2004 года № 48-ЗКО «О муниципальных образованиях Курской области»

## Население
| 2002 | 2010 | 2012 | 2013 | 2014 | 2015 | 2016 |
| ---- | ---- | ---- | ---- | ---- | ---- | ---- |
| 1139 | ↘983 | ↘959 | ↘937 | ↘893 | ↘877 | ↗878 |
| 2017 | 2018 | 2019 | 2020 | 2021 |      |      |
| ↘864 | ↘831 | ↘808 | ↘792 | ↗889 |      |      |

## Состав сельского поселения
| № | Населённый пункт | Тип населённого пункта       | Население |
| - | ---------------- | ---------------------------- | --------- |
| 1 | Бараново         | село                         | ↘612      |
| 2 | Кунье            | село, административный центр | ↘159      |
| 3 | Ржавец           | деревня                      | ↘212      |